# Revolta bubi de 1998

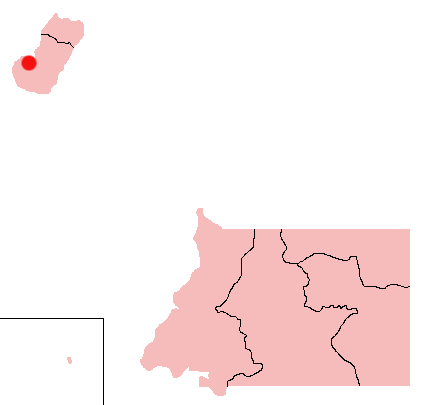
Localização de Luba, também chamado San Carlos de Luba, na Guiné Equatorial.

A revolta bubi de 1998 refere-se aos acontecimentos violentos ocorridos no final de janeiro de 1998, em Bioko, Guiné Equatorial.

## Desenvolvimento

### Ataques a Luba e Moka
Em 21 de janeiro de 1998 teve início nas cidades de Luba, Moka, Rebola e Baney (Bioko) uma rebelião contra o regime de Teodoro Obiang,, na qual cinco soldados e um civil foram mortos. Segundo algumas fontes, a ação começou na madrugada, com a morte de um empregado da empresa elétrica Segesa em Luba. Posteriormente o grupo de ativistas assassinou o marido da delegada do governo, o primeiro-cabo Félix Ndong Ondó. Nos incidentes também morreram um carpinteiro natural de São Tomé e Príncipe e um equato-guineense de etnia bubi. O governo acusou o Movimento para a Autodeterminação da Ilha de Bioko (MAIB) de atacar três quartéis militares na cidade de Luba, prolongando os confronto por duas semanas, depois que cerca de 500 pessoas da etnia bubi serem presas e interrogadas. As fontes da oposição equato-guineense afirmaram que a polícia invadiu o Colegio Español (dependente da Embaixada da Espanha) em Rebola, onde detiveram o professor bubi Víctor Buyaban.

### Detenções
Em 24 de fevereiro de 1998, a Comissão Europeia convocou o embaixador da Guiné Equatorial para expressar preocupação com as violações dos direitos humanos cometidas após o ataque de 21 de janeiro. Em março e abril do mesmo ano foram registrados questionamentos no Parlamento Europeu pelo Partido Popular Europeu no Conselho, interpelando por quatro cidadãos de nacionalidade espanhola detidos entre os acusados de promover a revolta independentista na ilha de Bioko, e sobre a repressão exercida contra o povo bubi após a revolta, questões parlamentares que foram respondidas pelo Conselho em abril e junho.

### Julgamento de Malabo
Em fins de maio de 1998, um tribunal de Malabo julgou em conselho de guerra sumaríssimo 117 réus, incluindo um dos líderes do MAIB, Martín Puye. No julgamento contra 117 pessoas de etnia bubi (quatro deles de nacionalidade espanhola), o promotor militar Major Roman Bibang, acusou os detidos de terrorismo, secessão e traição, e forneceu como provas um arsenal apreendido dos presos: três pistolas, duas escopetas de cano curto e três de cano longo e uma granada de mão. Por outro lado, o advogado de defesa, José Oló Obono, seria preso. O julgamento concluiu ditando quinze sentenças de morte e 56 prisões, acusando o MAIB de ser responsável pela rebelião de 21 de janeiro. O restante dos detidos, incluindo quatro espanhóis, seriam libertados. O MAIB denunciou as quinze sentenças de morte do julgamento em Malabo através de Weja Chicampo, coordenador do grupo independentista, também apresentando o seu projeto de Estado democrático para a Guiné Equatorial.

### Acontecimentos posteriores
Os quatro principais líderes do levante armado, Atanasio Bitá, Remigio Mete, Epifanio Mohaba e um quarto, considerado o responsável militar pela rebelião foram condenados à morte in absentia e procurados intensamente por mais de seis meses. Em julho de 1998 conseguiriam abandonar  Guiné Equatorial com direção desconhecida.. Em 14 de julho, Martin Puye morreu na prisão Playa Negra em circunstâncias obscuras. Em setembro de 1998, efetuou-se no Parlamento Europeu uma questão parlamentar do Partido Socialista Europeu, sobre a repressão na ilha, o julgamento e a morte de Puye, respondida pelo Conselho em outubro. Em finais de novembro o Governo da Guiné Equatorial iniciou uma nova onda de prisões entre os membros da  comunidade bubi da ilha de Bioko, acusando os detidos (cerca de 30 pessoas) de colaborar com os líderes fugitivos do levante.